# Natale tanto vale
Natale tanto vale è un singolo del cantautore italiano Francesco Gabbani, pubblicato il 9 dicembre 2022 come unico estratto dalla riedizione del quinto album in studio Volevamo solo essere felici.

## Descrizione
Con Natale tanto vale l'artista ha voluto concentrarsi su un altro lato della festività caratterizzata da luci, colori e musiche, ovvero quello "oscuro". Gabbani ha infatti presentato la canzone come se fosse un Natale passato dal punto di vista di chi lo vive in maniera obbligata e non spensierata, tanto da diventare un amplificatore di sofferenze interne. Sofferenze che l'artista ipotizza legate in particolare alla famiglia, che per ricorrenza si è costretti a incontrare per l'occasione.
Gabbani decide quindi di rivolgersi a tutti coloro che vivono questa festa con malessere e con malcelata tristezza.

## Video musicale
In concomitanza con l'uscita del singolo viene diffuso sul canale YouTube dell'artista anche il relativo video, nato da un'idea dello stesso Gabbani. Girato presso il Palaghiaccio di Varese, esso mostra Gabbani nei panni di Babbo Natale, che cade e si rialza anche faticosamente più volte, ma alla fine impara a pattinare perfettamente. 

## Tracce
Testi di Francesco Gabbani e Pacifico, musiche di Francesco Gabbani.
1. Natale tanto vale – 2:49

## Formazione
- Francesco Gabbani – voce, produzione
- Pacifico – produzione
- Matteo Cantaluppi – produzione, chitarra acustica ed elettrica, basso, tastiere, percussioni, programmazione
- Alessandro Trabace – fisarmonica, violino
- Angelo Trabace – pianoforte
- Marco Paganelli – batteria
- Giovanni Versari – ingegneria del suono
- Ivan Antonio Rossi – ingegneria del suono